# La Noria, Campeche
La Noria är en ort i Mexiko.   Den ligger i kommunen Champotón och delstaten Campeche, i den östra delen av landet, 900 km öster om huvudstaden Mexico City. La Noria ligger 1 meter över havet och antalet invånare är 140.
Terrängen runt La Noria är platt. Havet är nära La Noria västerut. Runt La Noria är det glesbefolkat, med 11 invånare per kvadratkilometer. Närmaste större samhälle är Champotón, 16,5 km söder om La Noria. I omgivningarna runt La Noria växer i huvudsak lövfällande lövskog.